# Saint-Quentin-en-Yvelines
Saint-Quentin-en-Yvelines è una città dell'Île-de-France situata nel dipartimento di Yvelines.